# Miss Marple (Fernsehserie)
Miss Marple ist eine 23-teilige Fernsehreihe der BBC basierend auf den Miss-Marple-Kriminalromanen von Agatha Christie. Die Hauptrolle spielt Joan Hickson. Sie wurde in England in den Jahren von 1984 bis 1992 ausgestrahlt. Es wurden alle zwölf Romane, die Agatha Christie mit Miss Marple geschrieben hat, verfilmt und auch für das deutsche Publikum synchronisiert. Die deutsche Fassung wurde ab Juli 1986 zuerst auf DDR 1 und kurz darauf auf dem westdeutschen Südwest 3 ausgestrahlt. Aufgrund der bis zu 2,5 Stunden langen Filme wurden sie in einzelnen Teilen ausgestrahlt.
Zwischen 1986 und 1989 wurden in den USA die Filme von 9 Romanen als 12 Episoden der Fernsehserie Mystery! gesendet, die seit 1980 in den USA läuft und bei der auch die Neuverfilmungen von 2004 bis 2013 (Agatha Christie’s Marple) integriert wurden.

## Hintergrund
Christie war mit den meisten der filmischen Adaptionen ihrer Werke nicht besonders glücklich, und auch ihr Enkel Matthew Prichard, der nach ihrem Tod ihr Erbe verwaltet, „hat (ebenfalls) nicht viel für das Fernsehen übrig“. Der BBC-Produzent Pat Sandys sprach Prichard und die Christie-Erben zuerst mit einem fundierten und detaillierten Plan für die Verfilmung der Romane Why Didn't They Ask Evans? (Ein Schritt ins Leere) und The Seven Dials Mystery (Der letzte Joker) in den frühen 1980er Jahren an. Obwohl die Projekte von der Kritik gleichgültig behandelt wurden, waren die Filme beim Publikum populär und führten zur Verfilmung einer Anzahl von Kurzgeschichten und den Geschichten mit Tommy und Tuppence Beresford in der Serie Agatha Christie's Partners in Crime (Detektei Blunt). Mit dem Erfolg dieser Serie erhielt die BBC endlich die Rechte, auch die Romane mit Miss Marple zu verfilmen.
Joan Hickson, die die Miss Marple spielt, war schon achtzigjährig während der meisten Zeit der Produktion. Viele Jahre zuvor hatte sie schon eine kleine Nebenrolle in Murder, She Said (16 Uhr 50 ab Paddington), in dem Margaret Rutherford Miss Marple spielt. Im Gegensatz zu den Verfilmungen mit Margaret Rutherford halten sich nun die Adaptionen sehr nah an die Romanvorlagen. Wie sehr Joan Hickson der Vorstellung Agatha Christies von ihrer Miss Marple entspricht, erfährt man daraus, dass sie schon 1946, nachdem sie Hickson in einer Bühnenfassung von Appointment with Death (Der Tod wartet) gesehen hatte, schrieb: „Ich hoffe eines Tages werden Sie meine geliebte Miss Marple spielen.“
Es gibt drei weitere Quasi-Serienrollen in Miss Marple. Die Erste ist Detective Inspector Slack (später Detective Superintendent), gespielt von David Horovitch, die Zweite ist Detective Inspector Craddock, gespielt von John Castle und Detective Constable (später Detective Sergeant) Lake, gespielt von Ian Brimble. Detective Inspector/Superintendent Slack und Detective Constable/Sergeant Lake spielen in fünf Folgen: The Body in the Library, The Murder at the Vicarage, 4.50 From Paddington, They Do It with Mirrors und The Mirror Crack'd from Side to Side. Detective Inspector Craddock spielt in A Murder is Announced und The Mirror Crack'd. Gwen Watford spielt in zwei Folgen Miss Marples Freundin und Nachbarin, Dolly Bantry.

## Besetzung und Synchronisation
Die Filme 1 bis 10 (siehe Episodenliste unten) wurden vom Synchronstudio des Fernsehens der DDR synchronisiert. Die Dialogbücher schrieben dabei Wilhelm Lindner, Horst Schappo und Monika Thiel, während Irmgard Köhlert Synchronregie führte. Die Filme 11 und 12 wurden erst im Jahr 2016 von der Bavaria Film Synchron in München unter der Dialogregie von Simon Mora und Dialogbüchern von Philip K. Krauss bearbeitet. Seit Oktober desselben Jahres sind diese erstmals in deutscher Sprache auf DVD erhältlich. 
| Rolle                        | Schauspieler/in | dt. Synchronsprecher/in | dt. Synchronsprecher/in |
| Rolle                        | Schauspieler/in | Name                    | Film(e)                 |
| ---------------------------- | --------------- | ----------------------- | ----------------------- |
| Miss Marple                  | Joan Hickson    | Gertraud Klawitter      | 1–10                    |
| Miss Marple                  | Joan Hickson    | Eva-Maria Lahl          | 11 & 12                 |
| Detective Inspector Slack    | David Horovitch | Ezard Haußmann          | 1                       |
| Detective Inspector Slack    | David Horovitch | Dieter Bellmann         | 5 & 9                   |
| Detective Inspector Slack    | David Horovitch | Andreas Borcherding     | 11 & 12                 |
| Detective Inspector Craddock | John Castle     | Manfred Wagner          | 3                       |
| Detective Inspector Craddock | John Castle     | Matthias Klie           | 12                      |
| Detective Constable Lake     | Ian Brimble     | Michael Narloch         | 5 & 9                   |
| Detective Constable Lake     | Ian Brimble     | Mike Carl               | 11 & 12                 |
| Mrs. Dolly Bantry            | Gwen Watford    | Marion van de Kamp      | 1                       |
| Mrs. Dolly Bantry            | Gwen Watford    | Heidi Treutler          | 12                      |

## Episoden
| Film | Folge | Originaltitel                        | Ausstrahlung (UK) | Ausstrahlung (D) | Ausstrahlung (D) | deutscher Titel            | Regisseur und IMDb link      |
| --- | ----- | ------------------------------------ | ----------------- | ---------------- | ---------------- | -------------------------- | ---------------------------- |
| 1 | 1     | The Body in the Library, Part 1      | 26. Dez. 1984     | 20. Aug. 1986    | SW 3             | Die Tote in der Bibliothek | Silvio Narizzano (imdb.com)  |
| 1 | 2     | The Body in the Library, Part 2      | 27. Dez. 1984     | 27. Aug. 1986    | SW 3             | Die Tote in der Bibliothek | Silvio Narizzano (imdb.com)  |
| 1 | 3     | The Body in the Library, Part 3      | 28. Dez. 1984     | 3. Sep. 1986     | SW 3             | Die Tote in der Bibliothek | Silvio Narizzano (imdb.com)  |
| Miss Marple hilft ihren Nachbarn, den Bantrys, in deren Bibliothek ein junges Mädchen tot aufgefunden wurde. |       |                                      |                   |                  |                  |                            |                              |
| 2 | 4     | The Moving Finger, Part 1            | 21. Feb. 1985     | 5. Aug. 1986     | DDR 1            | Die Schattenhand           | Roy Boulting (imdb.com)      |
| 2 | 5     | The Moving Finger, Part 2            | 22. Feb. 1985     | 6. Aug. 1986     | DDR 1            | Die Schattenhand           | Roy Boulting (imdb.com)      |
| Die Bewohner von Lymstock erhalten anonyme Briefe. Was zuerst wie ein vulgärer Scherz aussieht, findet schnell ein erstes Opfer – Selbstmord und noch eine Leiche wird gefunden... |       |                                      |                   |                  |                  |                            |                              |
| 3 | 6     | A Murder is Announced, Part 1        | 28. Feb. 1985     | 19. Sep. 1986    | DDR 1            | Ein Mord wird angekündigt  | David Giles (imdb.com)       |
| 3 | 7     | A Murder is Announced, Part 2        | 1. März 1985      | 20. Sep. 1986    | DDR 1            | Ein Mord wird angekündigt  | David Giles (imdb.com)       |
| 3 | 8     | A Murder is Announced, Part 3        | 2. März 1985      | 21. Sep. 1986    | DDR 1            | Ein Mord wird angekündigt  | David Giles (imdb.com)       |
| Ein Partyspiel geht schief und ein junger Schweizer ist tot. Freunde und Nachbarn verdächtigen sich gegenseitig. Inspektor Craddock ist hilflos. Zum Glück ist Miss Marple in der Stadt, um ihre Nichte zu besuchen...                                                                                    |       |                                      |                   |                  |                  |                            |                              |
| 4 | 9     | A Pocket Full of Rye, Part 1         | 7. März 1985      | 22. Juli 1986    | DDR 1            | Das Geheimnis der Goldmine | Guy Slater (imdb.com)        |
| 4 | 10    | A Pocket Full of Rye, Part 2         | 8. März 1985      | 23. Juli 1986    | DDR 1            | Das Geheimnis der Goldmine | Guy Slater (imdb.com)        |
| Als die Mitglieder einer wohlhabenden Bankiersfamilie sterben wie die Fliegen erinnert sich Miss Marple an einen alten Kinderreim und findet den Mörder … |       |                                      |                   |                  |                  |                            |                              |
| 5 | 11    | The Murder at the Vicarage, Part 1   | 25. Dez. 1986     | 20. Apr. 1988    | DDR 1            | Mord im Pfarrhaus          | Julian Amyes (imdb.com)      |
| 5 | 12    | The Murder at the Vicarage, Part 2   | 26. Dez. 1986     | 21. Apr. 1988    | DDR 1            | Mord im Pfarrhaus          | Julian Amyes (imdb.com)      |
| Der Tod ist nur wenige Schritte von Miss Marples Haus entfernt, als im idyllischen St. Mary Mead Colonel Protheroe ermordet wird. |       |                                      |                   |                  |                  |                            |                              |
| 6 | 13    | Sleeping Murder, Part 1              | 11. Jan. 1987     | 26. Apr. 1988    | DDR 1            | Ruhe unsanft               | John Davies (imdb.com)       |
| 6 | 14    | Sleeping Murder, Part 2              | 18. Jan. 1987     | 27. Apr. 1988    | DDR 1            | Ruhe unsanft               | John Davies (imdb.com)       |
| Eine junge Frau glaubt, dass es in ihrem Haus spukt. Sie fühlt sich als Zeugin des Mordes an ihrer Stiefmutter vor 20 Jahren. Um der jungen Frau zu helfen, riskiert Miss Marple ihr Leben, denn es gibt einen schlafenden Mörder.                                                                        |       |                                      |                   |                  |                  |                            |                              |
| 7 | 15    | At Bertram's Hotel, Part 1           | 25. Jan. 1987     | 10. Mai 1988     | DDR 1            | Bertrams Hotel             | Mary McMurray (imdb.com)     |
| 7 | 16    | At Bertram's Hotel, Part 2           | 1. Feb. 1987      | 12. Mai 1988     | DDR 1            | Bertrams Hotel             | Mary McMurray (imdb.com)     |
| Miss Marple erholt sich in Bertrams Hotel. Doch dort ist nichts, wie es scheint... |       |                                      |                   |                  |                  |                            |                              |
| 8 | 17    | Nemesis, Part 1                      | 8. Feb. 1987      | 13. Apr. 1988    | DDR 1            | Das Schicksal in Person    | David Tucker (imdb.com)      |
| 8 | 18    | Nemesis, Part 2                      | 15. Feb. 1987     | 14. Apr. 1988    | DDR 1            | Das Schicksal in Person    | David Tucker (imdb.com)      |
| Miss Marple geht auf eine Mission, die sie aus dem Grab erhalten hat; sie soll die Wahrheit über den Sohn eines verstorbenen Freundes herausfinden. Sie führt sie zu einem toten Mädchen, Verity Hunt, und unheimlichen Schwestern. Sie entdeckt, dass sowohl aus Liebe als auch aus Hass gemordet wurde. |       |                                      |                   |                  |                  |                            |                              |
| 9 | 19    | 4.50 From Paddington, Part 1         | 25. Dez. 1987     | 11. Okt. 1988    | SW 3             | 16 Uhr 50 ab Paddington    | Martyn Friend (imdb.com)     |
| 9 | 20    | 4.50 From Paddington, Part 2         | 25. Dez. 1987     | 18. Okt. 1988    | SW 3             | 16 Uhr 50 ab Paddington    | Martyn Friend (imdb.com)     |
| Miss Marples Freundin sieht einen Mord in einem Zug, der parallel zu ihrem eigenen fährt. Miss Marple gelingt es gemeinsam mit einer findigen jungen Frau, das Haus zu finden, in das die Leiche gebracht wurde. Die Familie in diesem Haus wirkt unschuldig, hat aber ihre Geheimnisse …                 |       |                                      |                   |                  |                  |                            |                              |
| 10 | 21    | A Caribbean Mystery                  | 25. Dez. 1989     | 29. Aug. 1990    | Das Erste        | Karibische Affäre          | Christopher Petit (imdb.com) |
| Während ihres Urlaubs in Barbados ist Miss Marple gelangweilt von den Geschichten eines schrulligen Majors, der glaubt, einen unerkannten Mörder zu kennen. Aber als der Major stirbt, kann auch die wilde Schönheit der Insel die Rücksichtslosigkeit des Mörders nicht verdecken.                       |       |                                      |                   |                  |                  |                            |                              |
| 11 | 22    | They Do It with Mirrors              | 29. Dez. 1991     | 28. Okt. 2016    | DVD/BD           | Fata Morgana               | Norman Stone (imdb.com)      |
| Miss Marple besucht ihre alte Schulfreundin Carrie Louise auf einem Landsitz. Sie betreibt dort gemeinsam mit ihrem Mann ein Internat. Als Carrie Louises geliebter Stiefsohn ermordet wird, ist dies nur der Anfang, und es gibt Hunderte von Verdächtigen …                                             |       |                                      |                   |                  |                  |                            |                              |
| 12 | 23    | The Mirror Crack'd from Side to Side | 27. Dez. 1992     | 28. Okt. 2016    | DVD/BD           | Mord im Spiegel            | Norman Stone (imdb.com)      |
| Hollywood kommt nach St. Mary Mead, als die alternde Filmdiva Marina Gregg anreist, um einen Film zu drehen. Aber sie entgeht nur knapp einem Anschlag, stattdessen stirbt eine Frau aus dem Ort. Miss Marple trennt den Klatsch von den Fakten und entdeckt die versteckte Tragödie.                     |       |                                      |                   |                  |                  |                            |                              |

## Produktion
Der Produzent Guy Slater der BBC hatte Joan Hickson gecastet. Die Dreharbeiten begannen 1983 unter anderem in Norfolk, Devon, Barbados und in der Nähe von Oxford. Die Stadt Nether Wallop, Hampshire diente als Kulisse von St. Mary Mead. Slater wurde durch George Gallaccio zu Beginn des vierten Filmes ersetzt. Hauptsächlich aus stilistischen Gründen wurde die Handlung in die späten 1940er Jahre versetzt, für einige spätere Folgen in die 1950er.
Hickson hatte sich nach dem 1989er Film A Caribbean Mystery (Karibische Affäre) geschworen, keinen weiteren Film zu drehen, konnte aber überzeugt werden, für die letzten Filme zurückzukehren. A Caribbean Mystery wurde im Coral Reef Hotel auf Barbados gedreht, in dem auch Christie während ihres Besuches des Landes gewohnt hatte. Dieses Hotel und seine Eigentümer, Budge und Cynthia O’Hara, die das Hotel noch weitere 30 Jahre später besaßen, waren Christies Inspiration für ihren Roman.
Die stimmungsvolle Titelmelodie wurde von Ken Howard und Alan Blaikley komponiert.

## Kritiken
Die erste Folge wurde von der Kritik begeistert aufgenommen. The Times schrieb: „einmal eingeschaltet, werden sie nicht in der Lage sein, es wieder auszuschalten“, und die Sun, das ist eine Folge „mit echter Kraft und großer Klasse“. Über die zweite Folge, The Moving Finger (Die Schattenhand), meinte der The Daily Telegraph: „Wieder einmal ist die Guy-Slater-Produktion auf die brillante Vorstellung von Joan Hickson aufgebaut, hinter deren verwaschenen blauen Augen und altjüngferlichen Zischlauten man die Räder der detektivischen Intelligenz sich drehen sehen kann. Der Film ist tadellos besetzt, wunderschön geordnet und liebevoll fotografiert.“ Die Rezensionen der folgenden Filme waren alle gleich positiv.
Alan McKee, vom Museum of Broadcast Communications, bezeichnete die Serie als ein „gutes Beispiel der Produktion von ‚Kulturerbe‘, wie sie in den 1980er Jahren populär war. Sie kombiniert einen neuen Viktorianismus in den moralischen Standards und eine bereinigte Version von Englands Vergangenheit. Meistens in einer ländlichen Umgebung spielend, setzt sie der englischen Architektur und den Landhäusern ein Denkmal. Wie viele BBC Produktionen kann sie als einwandfrei bezeichnet werden, und die Kostüme, Häuser, Dekorationen, Autos, Frisuren und Make-Up können als kostbar bezeichnet werden“.
McKee lobt die Serie dafür, dass sie sich „so treu wie nur irgendwie möglich, an das Ausgangsmaterial hält. Weder jagt Miss Marple die Verbrecher so wie es einst Margaret Rutherford in ihren Filmen tat, noch wurden die Titel der Bücher geändert, um sie sensationeller zu machen.“